# Lago di Nazzano
Il lago di Nazzano, di origine artificiale, si trova nel comune di Nazzano, città metropolitana di Roma Capitale nel Lazio.

## Geografia
Il Lago di Nazzano è situato nella Valle del Tevere all'interno della riserva naturale di Nazzano, Tevere-Farfa,  classificato come zona umida di importanza internazionale (convenzione di Ramsar),

## Descrizione
Il lago non ha origine naturale, in quanto si è formato a seguito della costruzione di una diga sul Tevere nel 1956.
Le coste del lago sono caratterizzate dalla presenza da lunghe file canneti,  interrotte da macchie di palude boscosa. 
Numerose specie di uccelli acquatici utilizzano il sito per la nidificazione, lo svernamento o il passaggio.